# Herz-Jesu-Kirche (München)

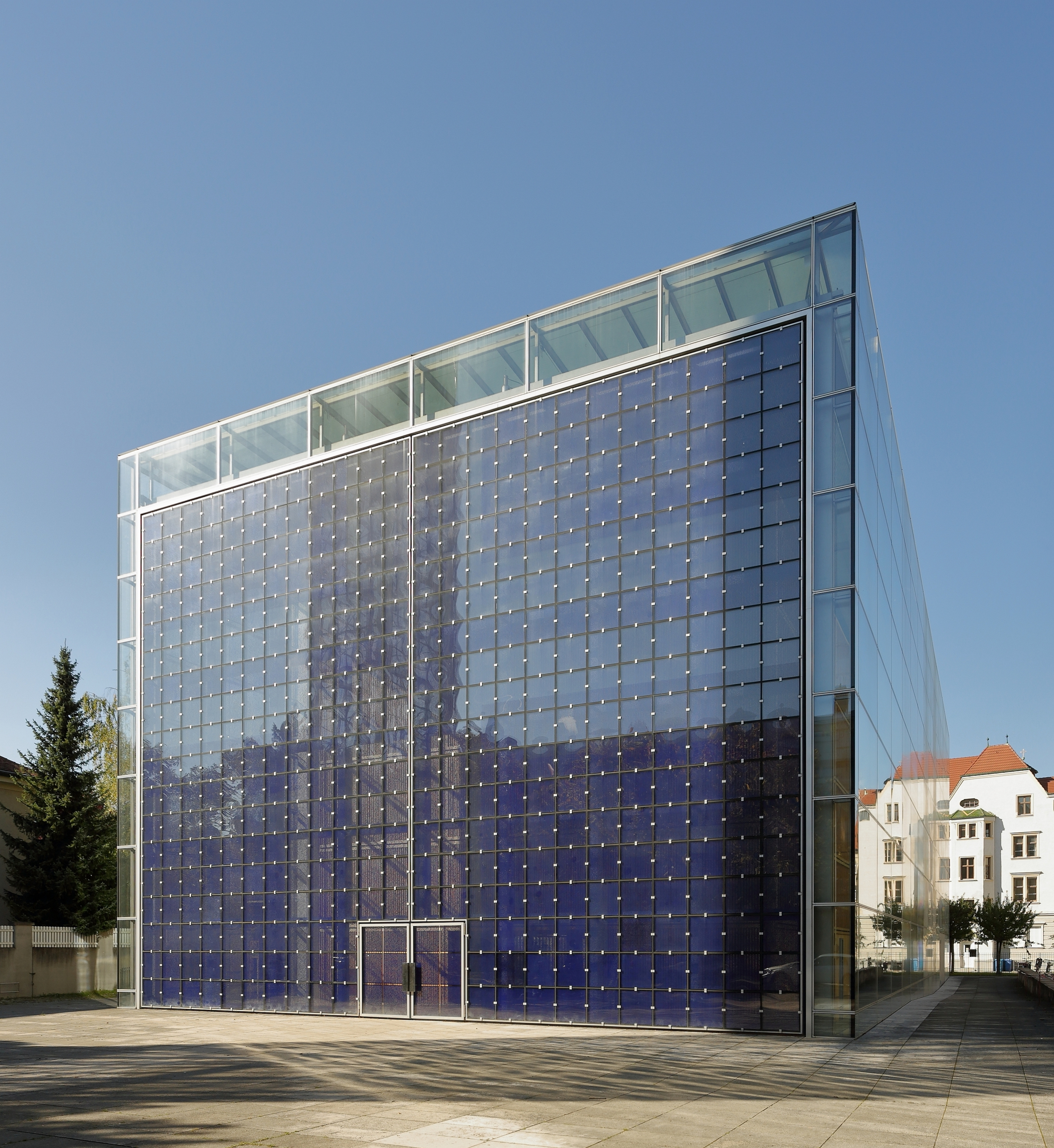
Herz-Jesu-Kirche in München, Außenansicht 2014

Die katholische Pfarrkirche Herz Jesu (ⓘ) in München-Neuhausen (Lachnerstraße 8) wurde in den Jahren 1997 bis 2000 nach den Plänen des Münchner Architekturbüros Allmann Sattler Wappner errichtet. Der moderne Bau wurde schon bald zu einer der am häufigsten besuchten Kirchen in München.
Friedrich Kardinal Wetter weihte sie am 26. November 2000 wie die Vorgängerkirche dem Herzen Jesu; die Segnung der Orgel und der Wandmalerei fand im Oktober 2004 statt.

## Vorgängerkirchen

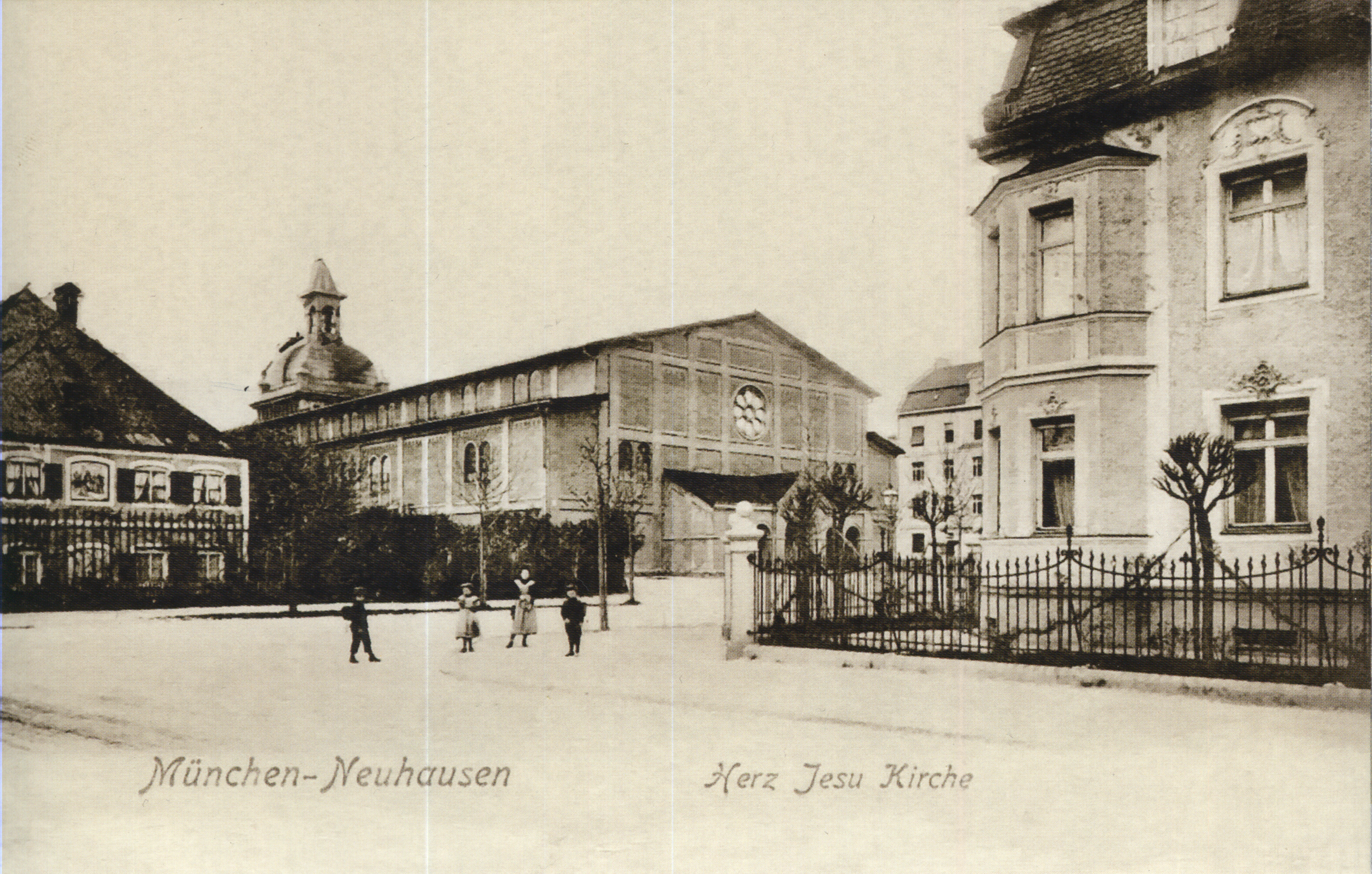
Erste Herz-Jesu-Kirche in München, Neuhausen (Bildmitte), 1944 nach Bombenangriff abgebrannt

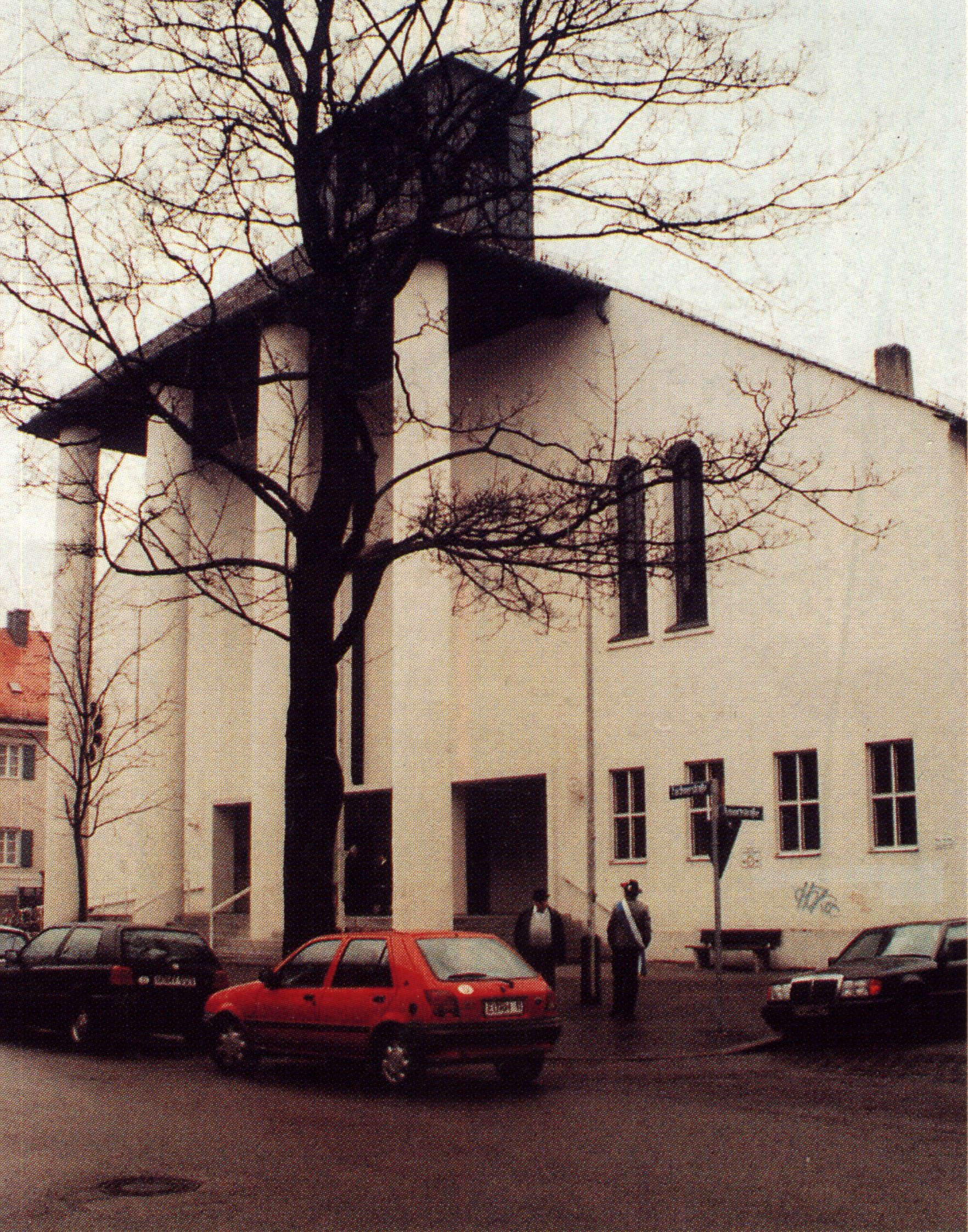
Zweite Herz-Jesu-Kirche an der Lachnerstraße, 1994 abgebrannt.

1890, im Jahr der Eingemeindung Neuhausens, wurde der damals errichtete Kirchenbau geweiht. Die ehemalige Neuhauser Dorfkirche, die nach dem Neuhauser Wanderprediger Winthir benannt ist, war wegen des enormen Bevölkerungswachstums zu klein geworden. Der Kirchenneubau war so rasch möglich geworden, da das Grundstück gestiftet worden war und der Architekt Johann Marggraff auf die Holzkonstruktion einer ehemaligen Festhalle des VII. Deutschen Turnerfestes auf der Theresienwiese zurückgreifen konnte.
Die Pfarrei behielt weiterhin den Namen Mariae Himmelfahrt; die Kirche wurde dem Heiligsten Herzen Jesu (Herz Jesu) geweiht. 1936 wurde auch die Pfarrei auf „Herz Jesu“ umbenannt. 1940 wurde eine neue Orgel eingebaut. Am 12. Juli 1944 brannte die Kirche bei einem Bombenangriff der Alliierten fast vollständig ab. Erhalten blieben lediglich der Tabernakel und die vier spätgotischen Altarflügelreliefs (heute als Leihgabe im Freisinger Diözesanmuseum).
Nach der Zerstörung fand 1948 bis 1951 eine Neugestaltung zur Pfarrkirche durch den Architekten Friedrich Haindl statt, die im Eingabeplan als „Notkirche“ bezeichnet wurde. Dabei wurden für diese zweite Herz-Jesu-Kirche Teile des ehemaligen Kino- und Theatersaals der SS-Wachmannschaften Adolf Hitlers vom Obersalzberg verbaut. Im Inneren dominierten eine hölzerne Decke mit kaschierten Bindern und einer Spannweite von 23 m sowie 16 Pfeiler aus Holz; das Mittelschiff war 22,74 m breit und die beiden Seitenschiffe 5,70 m, die sichtbare Höhe betrug 11,50 m. Die Gesamtlänge innen (mit Empore) betrug 59 m, auf den Bänken waren 1200 Sitzplätze. Auch der relativ kleine Turm war aus Holz, an der Frontseite außen befanden sich, über einer sechsstufigen Treppe, vier runde verputzte Säulen aus Betonringen (Kanalbau) und darüber ein Vordach aus Holz.
Durch die Holzverkleidung und insbesondere die hölzerne Decke hatte die Herz-Jesu-Kirche eine außerordentlich gute Akustik von Konzertsaal-Qualität. 1953 wurde eine Orgel von Walcker (Ludwigsburg) mit 75 Registern fertiggestellt. Sie war damals die zweitgrößte Orgel in München. Damit wurde der Grundstein für eine langjährige Kirchenmusiktradition unter der Leitung von Musikdirektor Josef Schmidhuber und Professor Karl Maureen gelegt.
Durch Leihgaben, Stiftungen und Ankäufe kam insbesondere unter dem langjährigen Pfarrer Fritz Betzwieser eine reiche Ausstattung mit neuer und alter Kunst hinzu.
In der Nacht vom 25. auf den 26. November 1994 vernichtete ein Brand diese Kirche völlig. Lediglich das Knappe-Kruzifix, zwei Farbfenster von Richard Seewald und die drei Bronzetüren von Mikorey blieben von der Brandkatastrophe verschont. Spenden ermöglichten 1997 bis 2000 den Neubau.

## Architektur

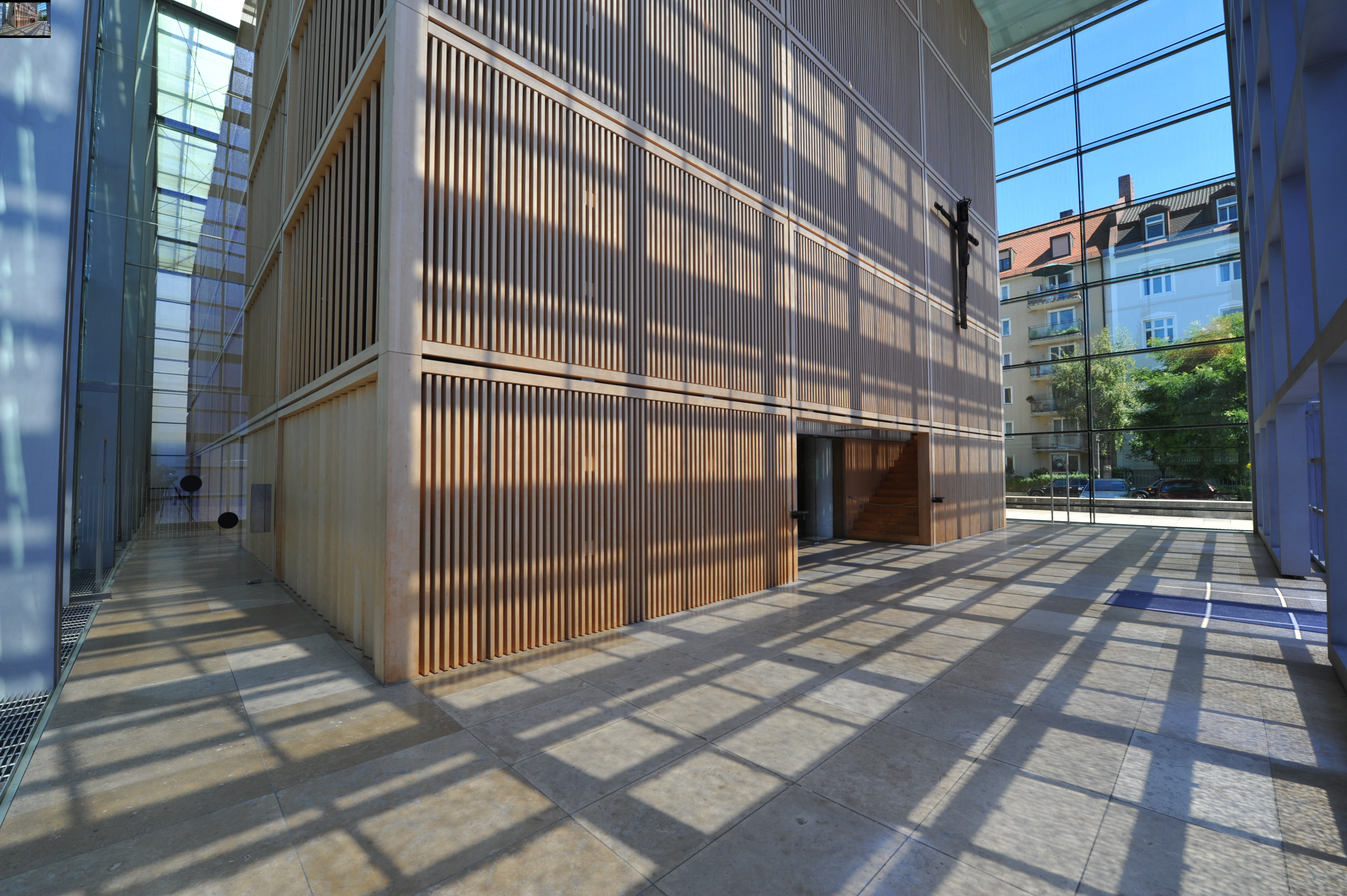
Freistehende Holzkonstruktion innerhalb eines Glashauses

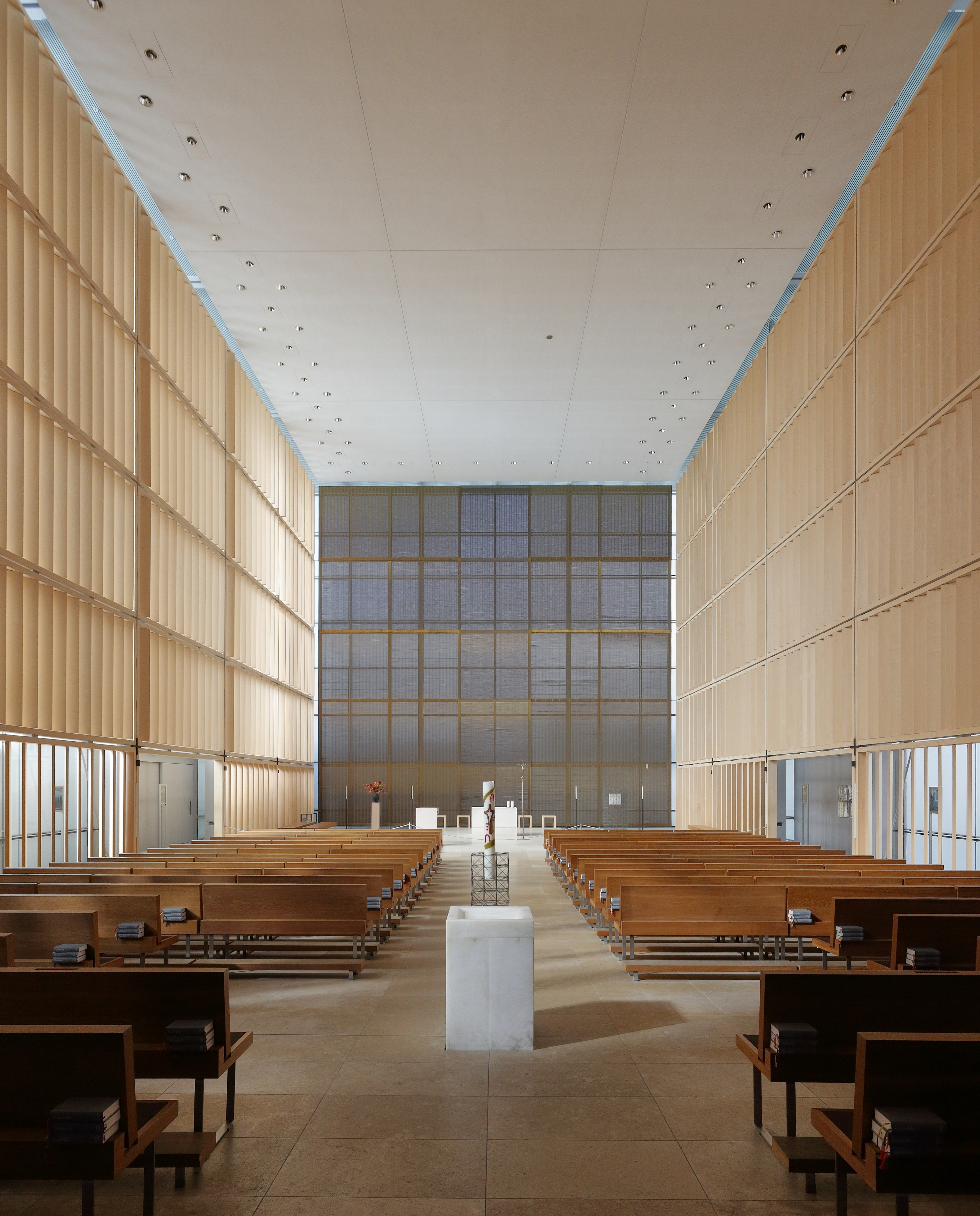
Innenraum, Blick nach vorne zum Altar

Die jetzige, dritte Herz-Jesu-Kirche ist ein einfacher gläserner Quader mit einer blauen Front und (halb)transparenten Seiten (16 Meter Höhe, 21 Meter Breite und 48 Meter Länge). Konstruktiv handelt es sich um ein Stahlskelett mit abgehängter Glasfassade. Innerhalb dieses Glaskastens befindet sich, unverbunden, ein weiterer, diesmal hölzerner Kubus, in den seitlich durch über 2.000 senkrecht stehende Holzlamellen je nach Sonnenstand unterschiedlich stark Licht einfällt, wobei die Helligkeit zum Altar hin kontinuierlich zunimmt. Gegenläufig dazu verhält sich die Transparenz der Außenwände, die – den Altarbereich vor Einblicken schützend – dort gänzlich opak erscheinen, während sie im Vorraum aus Klarglas bestehen. Zwischen Innen- und Außenkubus verläuft ein Umgang. Die vier Wände des Innenkubus haben einen Spaltbreit Abstand voneinander und erscheinen somit als freistehende Scheiben. Auch die abgehängte Decke liegt nicht auf den Innenwänden auf, sondern scheint über einem Lichtspalt zu schweben.
Auf der Eingangsseite befindet sich die Orgelempore. Sie ist als ein auf Rundstützen in den Innenkubus eingestellter Kastenraum aus Beton gestaltet. Durch den niedrigen Bereich unter der Orgelempore betritt der Besucher den Kirchenraum. Der Boden im inneren Kubus fällt zum Altar hin ab, wodurch ein einladendes Gefühl der Geborgenheit erreicht wird. Dazu trägt auch das helle Holz der Innenstruktur und der zum Eingang gewandten Seite des Kirchengestühls bei. Die Rückwand des Kirchengestühls ist dunkel, der Hintergrund des Emporenkastens schwarz, wodurch sich die silberne Orgel, die sich über dem Eingang des inneren Kubus befindet, optisch stark abhebt. Den Raumabschluss auf der Altarseite bildet ein wandhoher metallgewebter Vorhang aus Tombak des Künstlerpaares Lutzenberger + Lutzenberger, der an einigen Stellen dichter gewebt ist. Je nach Lichteinfall erscheint das Kreuz mal heller, mal dunkler als die Umgebung, wodurch ein veränderlicher, lebendiger Eindruck entsteht.

### Die Tore

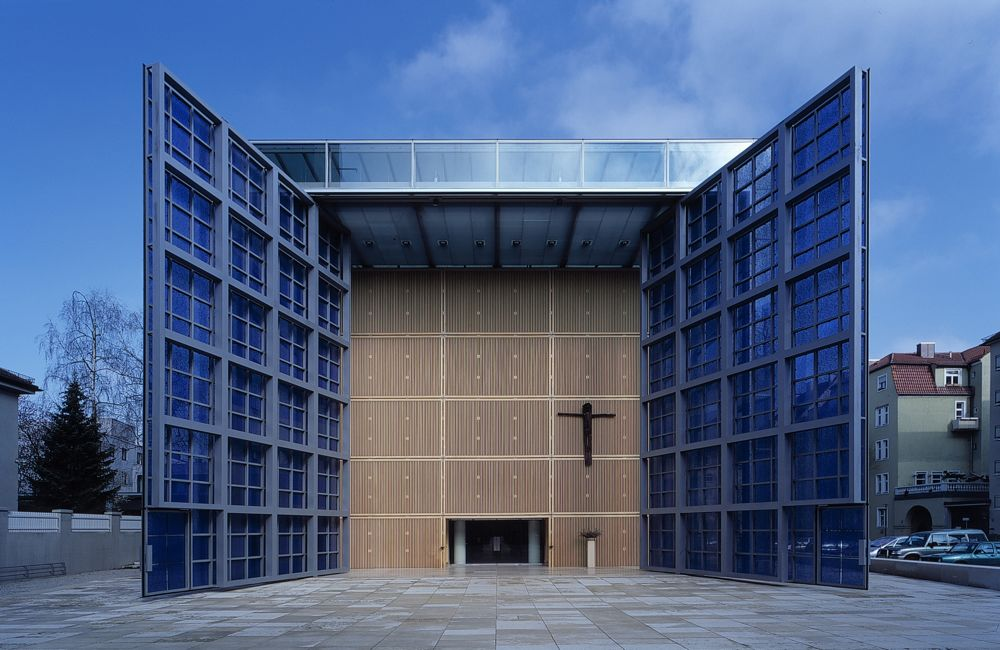
Herz-Jesu-Kirche mit geöffneten Toren, 2002

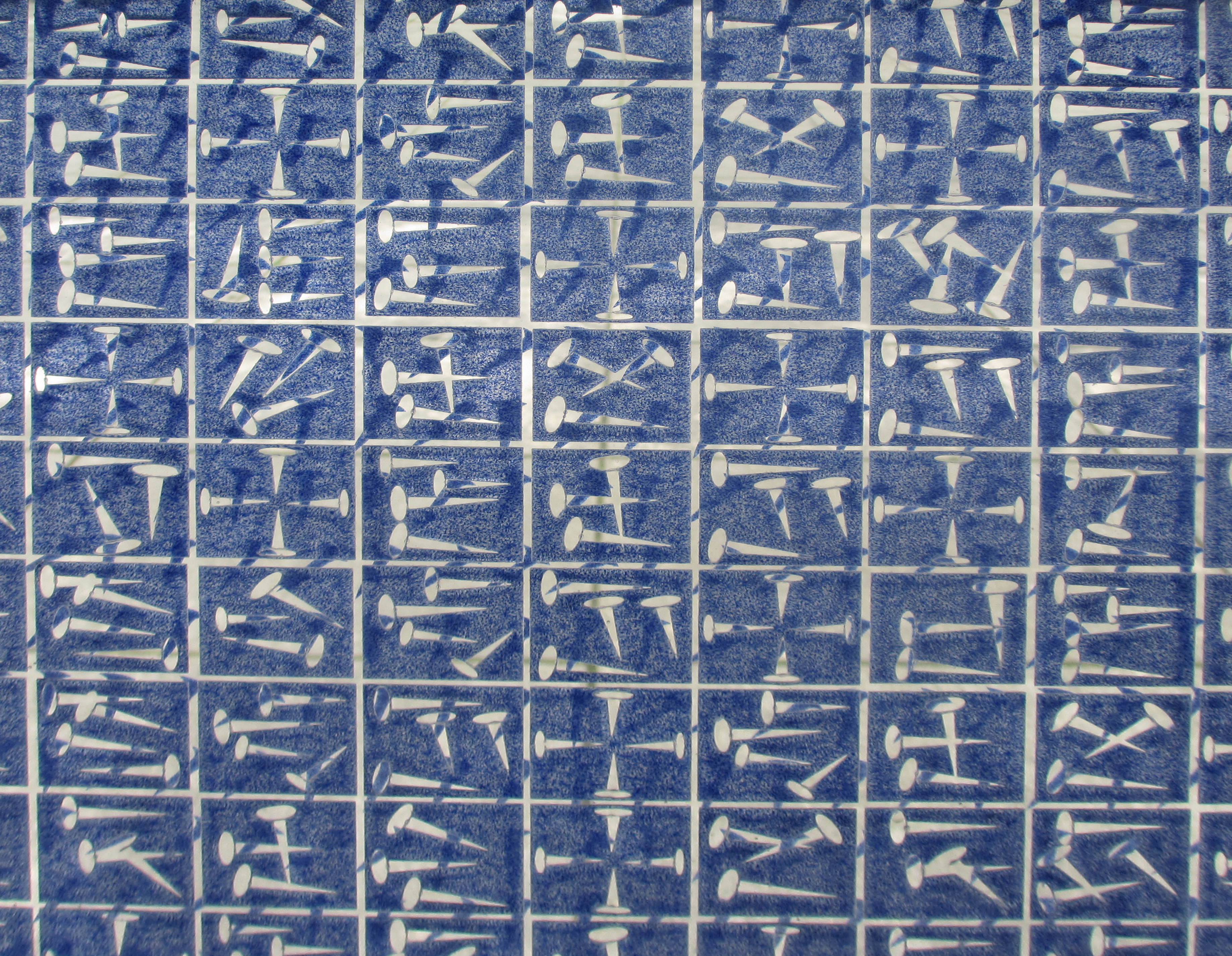
Detailauschnitt der Glasfläche der Tore. Jedes der blauen Rechtecke entspricht einem Buchstaben im Alphabet.

Die komplette Vorderseite lässt sich wie ein riesiges zweiflügeliges Tor vollständig öffnen, was aber nur an hohen Feiertagen geschieht, ansonsten betritt man die Kirche durch zwei kleinere Schlupftüren im Hauptportal. Die Kirche hat die größten Kirchentore der Welt.
Die Vorderseite besteht aus 24 mal 18 Quadraten, die wiederum aus kleinen Rechtecken bestehen, auf denen sich Muster aus stilisierten weißen Nägeln befinden. Der Künstler Alexander Beleschenko entwickelte dazu eigens ein Alphabet, wobei eine bestimmte Anordnung von Nägeln in einem Rechteck – in Anlehnung an eine Keilschrift – einem Buchstaben entspricht. Mit diesen „Buchstaben“ wird auf der Fläche der Tore die Passionsgeschichte nach Johannes 18–20 zitiert. Durch eine zweite Glasschicht, diesmal mit blauen Nägeln auf durchsichtigem Glas, erscheinen einige Teile der Fläche in einem dunkleren Blau, ein hellblaues Kreuz wird dadurch schemenhaft deutlich. Das Kreuzmotiv wiederholt sich innen an der Altarwand.

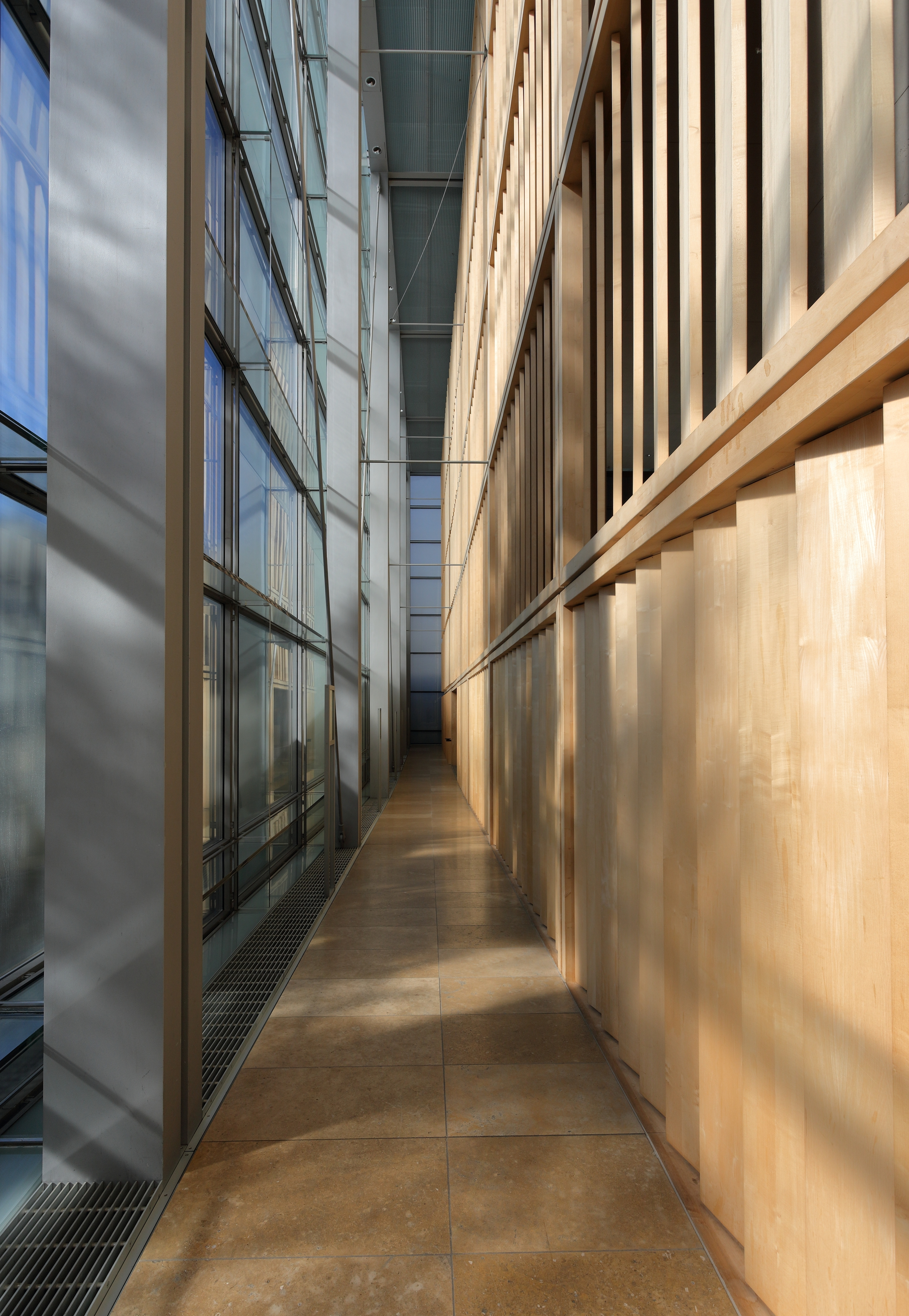
Kreuzgang

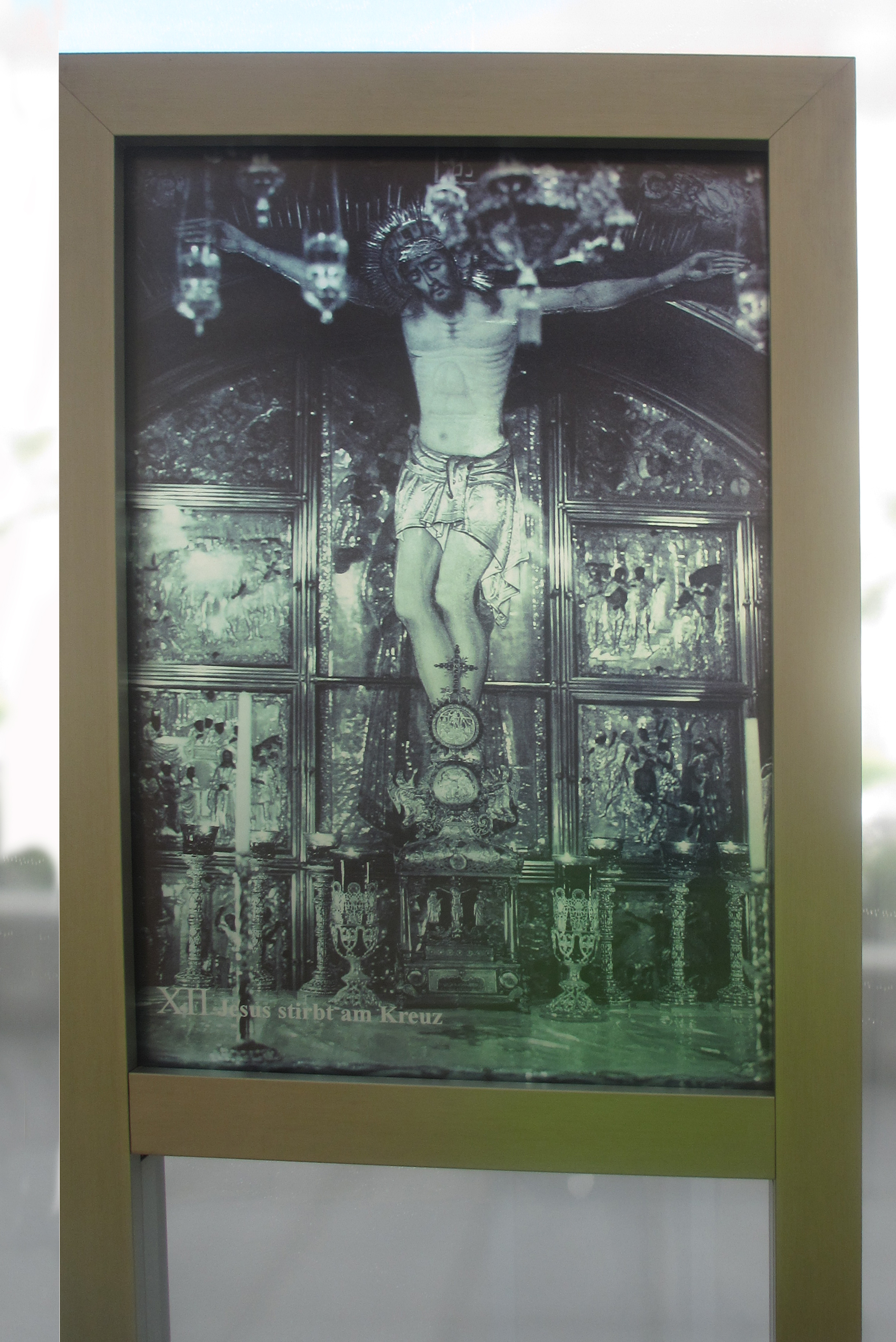
Station XII des Kreuzwegs im Kreuzgang (Das Foto zeigt die Station XII in der Grabeskirche in Jerusalem)

### Der Kreuzweg
Um den inneren Kubus herum führt ein Kreuzweg des Künstlers Matthias Wähner. Die verschiedenen Stationen der Leiden Jesu werden durch Schwarzweiß-Fotografien der entsprechenden Stationen auf der Via Dolorosa in Jerusalem illustriert.

### Der Campanile
Dem flach gelagerten Volumen des Kirchenbaus antwortet als senkrechter Akzent der Kirchturm (37 m Höhe, 4 m × 6 m Grundfläche). Da er als freistehender Campanile aus dem Baukörper ausgegliedert ist, kann dessen kubische Form rein bewahrt werden. 

## Glocken
Im Campanile hängt ein fünfstimmiges Glockengeläut aus Bronze in der Melodielinie eines Westminster-Geläuts. Alle Glocken wurden im Jahr 2000 von Rudolf Perner in Passau gegossen. Die folgende Übersicht nennt Einzelheiten zu den Glocken.
| Glocke | Name           | Gewicht | Durchmesser | Schlagton   |
| ------ | -------------- | ------- | ----------- | ----------- |
| 1      | Peter          | 1647 kg | 1392 mm     | es′-1       |
| 2      | Winthir        | 507 kg  | 992 mm      | as′ (DUR)-1 |
| 3      | Nicolai        | 445 kg  | 915 mm      | b′-3        |
| 4      | Maria Assumpta | 337 kg  | 820 mm      | c″+0        |
| 5      | Totenglocke    | 332 kg  | 740 mm      | es″+1       |

## Orgel

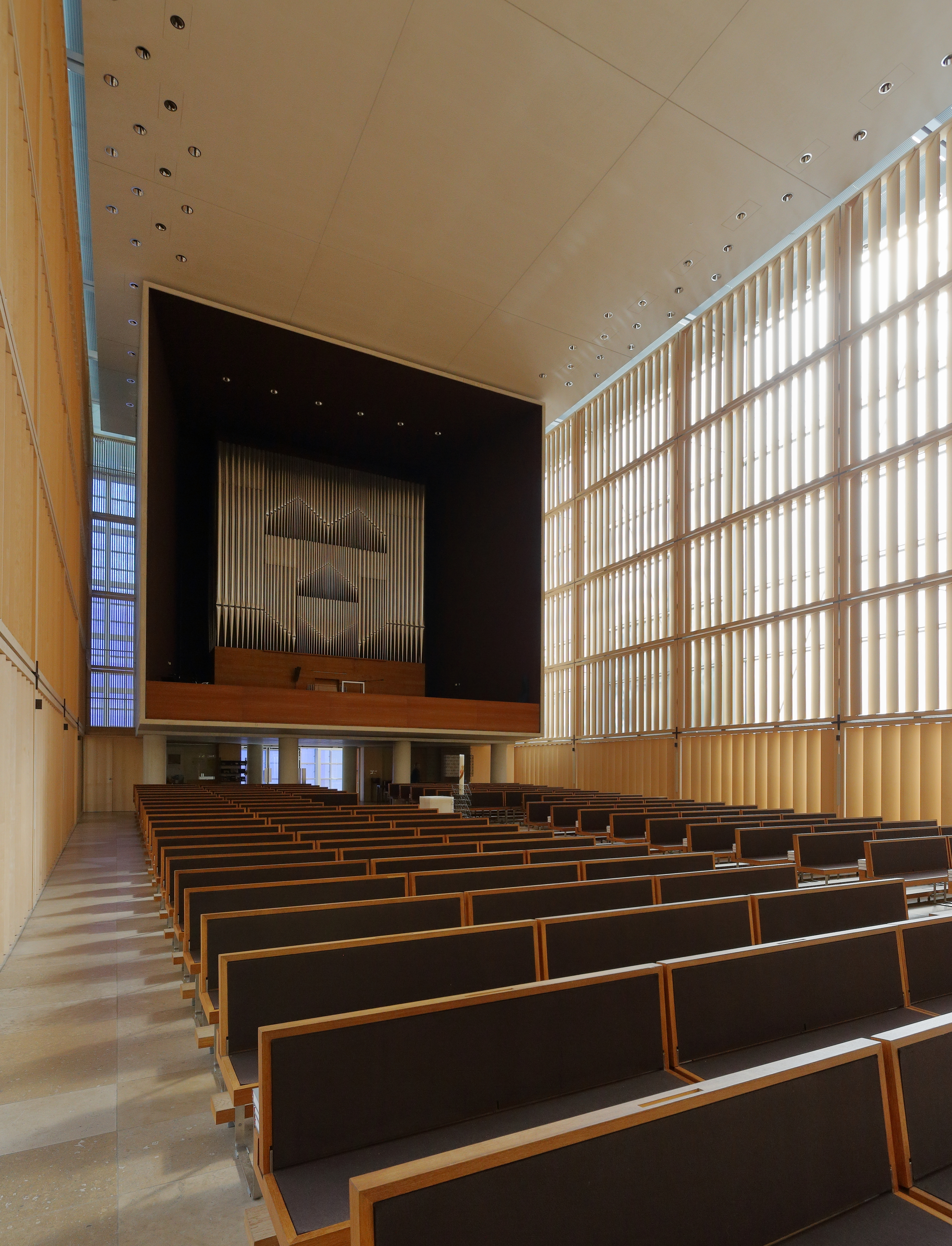
Innenraum, Blick nach hinten zur Orgel

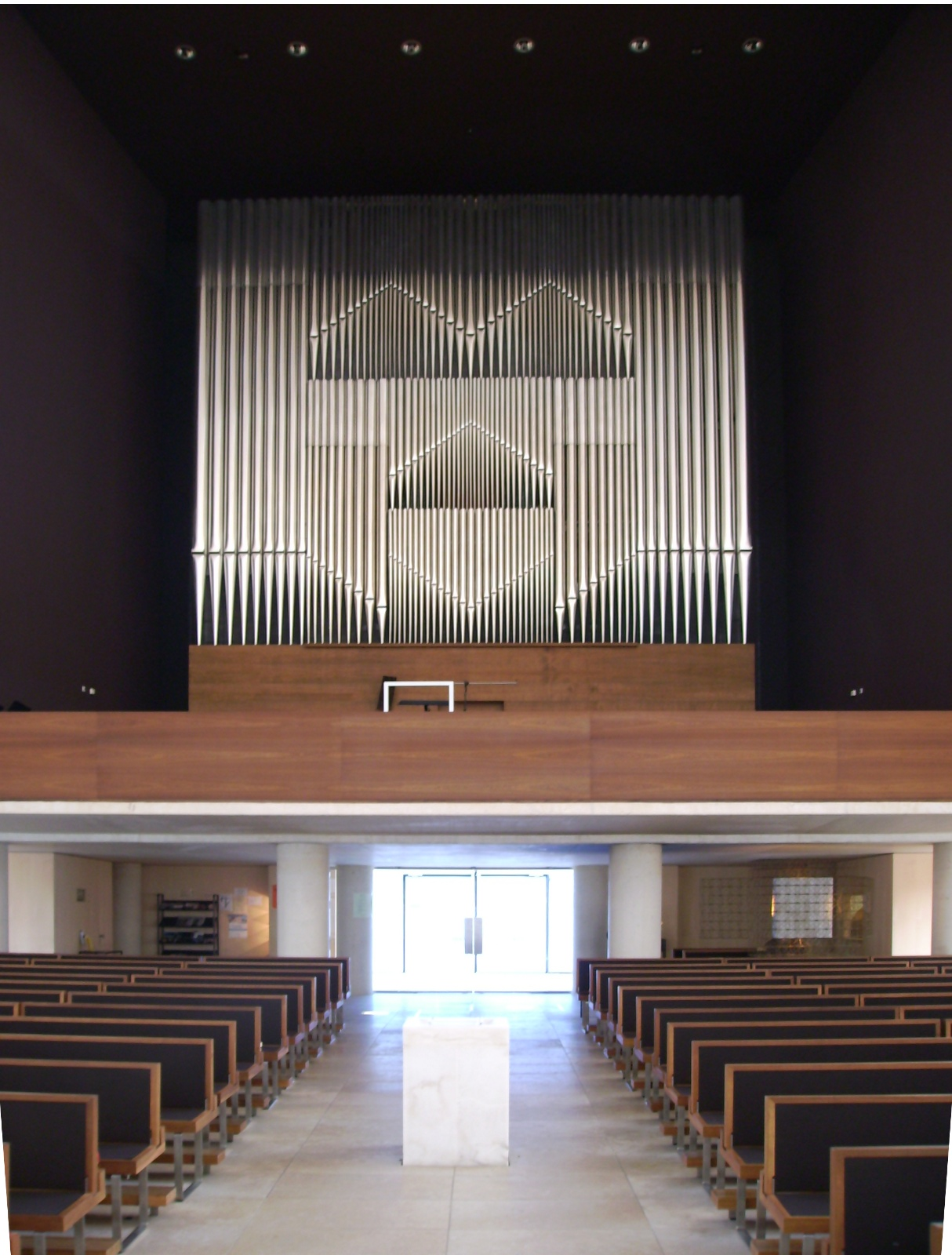
Orgelprospekt

Die Orgel aus der Werkstatt des Marburger Orgelbauers Gerald Woehl wurde 2003 eingeweiht. Durch das Einfassen der Orgel in einen eigenen Kasten aus Beton sollte auch die Akustik verbessert werden.
Auffällig ist die moderne Prospektgestaltung in Form eines Freipfeifenprospektes, das in der Mitte ein großes Herz erkennen lässt. Da die Orgelempore der Kirche als Resonanzraum konzipiert ist, konnte auf ein sichtbares Orgelgehäuse verzichtet werden.
Das Instrument selbst hat 63 Register, verteilt auf drei Manuale und Pedal, wovon einige Register später eingebaut wurden. Die Spieltraktur sowie sämtliche Koppeln sind mechanisch, die Registertraktur ist elektrisch. Die Tastenbeläge bestehen aus Mammutknochen. Ursprünglich war das Instrument mit 67 Registern geplant.
Klangliche Eckpunkte für die Erstellung der nachfolgenden Disposition bildeten die Musik von Johann Sebastian Bach und Olivier Messiaen. Während sich die Dispositionen und Intonationen von Haupt- und Oberwerk an Orgeln mitteldeutscher Prägung anlehnen, wurde das Schwellwerk nach dem Vorbild der Orgel der Kirche Sainte-Trinité in Paris disponiert. Diese ausgesprochen „farbige“ Gesamtdisposition ermöglicht es, ein breites Spektrum an Orgelmusik (Alte Meister, romantische und neuzeitliche Musik) darzubieten. Organist war Karl Maureen, auf den im Mai 2023 Andreas Götz folgte.
| I Hauptwerk C–a3 |                   |       |
| 01.              | Principal         | 16′   |
| 02.              | Bordun            | 16′   |
| 03.              | Principal         | 08′   |
| 04.              | Rohrflöte         | 08′   |
| 05.              | Viola da Gamba    | 08′   |
| 06.              | Flûte harmonique0 | 08′   |
| 07.              | Octave            | 04′   |
| 08.              | Spitzflöte        | 04′   |
| 09.              | Quinte            | 2 ⁄3′ |
| 10.              | Octave            | 02′   |
| 11.              | Groß Mixtur VI    |       |
| 12.              | Mixtur IV         |       |
| 13.              | Cimbel III        |       |
| 14.              | Cornet V          |       |
| 15.              | Trompete          | 08′   |

| II Oberwerk C–a3 |                     |        |
| 16.              | Quintadena          | 16′    |
| 17.              | Principal           | 08′    |
| 18.              | Gemshorn            | 08′    |
| 19.              | Unda maris          | 08′    |
| 20.              | Gedackt             | 08′    |
| 21.              | Quintade            | 08′    |
| 22.              | Octave              | 04′    |
| 23.              | Hohlflöte           | 04′    |
| 24.              | Nasard              | 2 ⁄3′  |
| 25.              | Octave              | 02′    |
| 26.              | Flöte               | 02′    |
| 27.              | Terz                | 1 3⁄5′ |
| 28.              | Sifflöte            | 01′    |
| 29.              | Sesquialter II0     |        |
| 30.              | Mixtur IV           |        |
| 31.              | Oboe                | 08′    |
|                  | Tremulant (schwach) |        |

| III Schwellwerk C–a3 |                       |        |
| 32.                  | Quintaton             | 16′    |
| 33.                  | Diapason              | 08′    |
| 34.                  | Flûte traversiere     | 08′    |
| 35.                  | Viole de Gambe        | 08′    |
| 36.                  | Voix céleste          | 08′    |
| 37.                  | Cor de nuit           | 08′    |
| 38.                  | Dulciane              | 04′    |
| 39.                  | Flûte octaviante      | 04′    |
| 40.                  | Quinte                | 2 ⁄3′  |
| 41.                  | Octavin               | 02′    |
| 42.                  | Tierce                | 1 3⁄5′ |
| 43.                  | Cymbale III           |        |
| 44.                  | Basson                | 16′    |
| 45.                  | Trompette harmonique0 | 08′    |
| 46.                  | Clairon harmonique    | 04′    |
| 47.                  | Basson Hautbois       | 08′    |
| 48.                  | Voix humaine          | 08′    |
|                      | Tremulant (stark)     |        |

| Pedal C–f1 |              |     |
| 49.        | Untersatz    | 32′ |
| 50.        | Principalbaß | 16′ |
| 51.        | Subbaß       | 16′ |
| 52.        | Violonbaß    | 16′ |
| 53.        | Gedacktbaß   | 16′ |
| 54.        | Octavbaß     | 08′ |
| 55.        | Violoncello  | 08′ |
| 56.        | Gedackt      | 08′ |
| 57.        | Octave       | 04′ |
| 58.        | Mixtur VI    |     |
| 59.        | Bombarde     | 16′ |
| 60.        | Posaune      | 16′ |
| 61.        | Trompete     | 08′ |
| 62.        | Clairon      | 04′ |

- Koppeln:
  - Normalkoppeln: II/I, III/I, III/II, I/P, II/P, III/P
  - Bass-Oktavkoppeln: I/I, III/I, III/III, III/II
  - Diskant-Oktavkoppel: III/P
- Spielhilfen:
  - Setzeranlage mit Code, 9 × 999 Kombinationen
  - Crescendowalze (mit einer Einstellung, die nach einem Plan von O. Messiaen vorprogrammiert ist)
- Nebenregister:
  - Glockenspiel
  - Cymbelstern (kräftig), Cymbelstern (leise)
  - Vogelgesang